# Michael Raelert
Michael Raelert (Rostock, RDA, 29 de agosto de 1980) es un deportista alemán que compitió en triatlón. Ganó dos medallas en el Campeonato Mundial de Ironman 70.3 en los años 2009 y 2010, y cuatro medallas en el Campeonato Europeo de Ironman 70.3 entre los años 2009 y 2017.

## Palmarés internacional
| Campeonato Mundial | Campeonato Mundial          | Campeonato Mundial | Campeonato Mundial |
| Año                | Lugar                       | Medalla            | Prueba             |
| ------------------ | --------------------------- | ------------------ | ------------------ |
| 2009               | Clearwater (Estados Unidos) | Medalla de oro     | Individual         |
| 2010               | Clearwater (Estados Unidos) | Medalla de oro     | Individual         |
| Campeonato Europeo |                             |                    |                    |
| Año                | Lugar                       | Medalla            | Prueba             |
| 2009               | Wiesbaden (Alemania)        | Medalla de plata   | Individual         |
| 2010               | Wiesbaden (Alemania)        | Medalla de oro     | Individual         |
| 2012               | Wiesbaden (Alemania)        | Medalla de oro     | Individual         |
| 2017               | Elsinor (Dinamarca)         | Medalla de oro     | Individual         |